# Chen Lan
Chen Lan (? – 209) est général et subordonné de Yuan Shu. Avec Lei Bo, il assiste Ji Ling lors de l’attaque de Liu Bei sur la ville de Xiaopei, mais doit faire demi-tour après que Lü Bu, se faisant arbitre entre les deux armées, atteint une lance d’un tir à l’arc. Il fait ensuite partie de l’expédition contre Lu Bu à titre de Commandant de la Seconde Armée de Droite et dirige son armée vers Jieshi pour affronter Song Xian et Wei Xu. 
Plus tard, trouvant Yuan Shu trop arrogant, il quitte ce dernier avec Lei Bo, réduisant ainsi ses forces, et retourne dans leur forteresse du mont Song. Il vient par la suite aider Liu Bei à détruire les forces de Yuan Shu et, toujours assisté de Lei Bo, lui barre la fuite vers Shouchun. 